# Модална логика
Модална логика је врста формалне логике, настала шездесетих година XX века са циљем да прошири исказну и предикатску логику и да обухвати модалне операторе. Реч модално у овом случају се односи на модалитете који квалификују неки исказ. На пример, исказ "Милан је срећан" може да се квалификује исказ "Милан је често срећан", где реч "често" има функцију модалитета који одређује учесталост стања. Другим речима, модалне логике су логике изнијансиране истине.
Формално, модална логика представља модалитете помоћу модалних оператора. На пример, "Можда ће данас падати киша" и "Могуће је да ће данас падати киша" исказују само једну могућност. У модалној логици ово представљамо као оператор "Могуће", који иде уз реченицу "Данас ће падати киша".
Језик модалних логика настаје проширивањем језика класичне логике унарним операторима {\displaystyle \square } (оператор нецеситације, чита се као "нужно") и оператора {\displaystyle \diamond } (оператор могућности, чита се "могуће"). Сваки од оператора се може представити преко другог на следећи начин:
{\displaystyle \diamond \alpha =_{def}\neg \square \neg \alpha },
{\displaystyle \square \alpha =_{def}\neg \diamond \neg \alpha }.
Дакле, Могуће је да ће данас падати киша, ако и само ако није нужно да данас неће падати киша. Слично, Нужно ће падати киша данас, ако и само ако није могуће да данас неће падати киша. Алтернативни симболи за модалне операторе су "L" за оператор нецеситације и "M" за оператор могућности.